# Mount Harvard
Mount Harvard je s výškou 4 395 m třetí nejvyšší hora Skalnatých hor.
Leží v pohoří Sawatch Range, ve střední části Colorada, v Chaffee County,
přibližně 25 kilometrů jihovýchodně od nejvyšší hory Skalnatých hor Mount Elbert. Hora je pojmenovaná podle Harvardovy univerzity.